# Наращённый усечённый тетраэдр
Наращённый усечённый тетра́эдр — один из многогранников Джонсона (J65, по Залгаллеру — М10+М4).
Составлен из 14 граней: 8 правильных треугольников, 3 квадратов и 3 правильных шестиугольников. Каждая шестиугольная грань окружена двумя шестиугольными и четырьмя треугольными; каждая квадратная грань окружена четырьмя треугольными; среди треугольных 1 грань окружена тремя шестиугольными, 3 грани — двумя шестиугольными и квадратной, 3 грани — шестиугольной и двумя квадратными, 1 грань — тремя квадратными.
Имеет 27 рёбер одинаковой длины. 3 ребра располагаются между двумя шестиугольными гранями, 12 рёбер — между шестиугольной и треугольной, остальные 12 — между квадратной и треугольной.
У наращённого усечённого тетраэдра 15 вершин. В 6 вершинах сходятся две шестиугольных грани и одна треугольная; в 6 вершинах сходятся шестиугольная, квадратная и две треугольных грани; в 3 вершинах сходятся две квадратных и две треугольных грани.
Наращённый усечённый тетраэдр можно получить из двух многогранников — усечённого тетраэдра и трёхскатного купола (J3), — приложив их друг к другу шестиугольными гранями.

## Метрические характеристики
Если наращённый усечённый тетраэдр имеет ребро длины {\displaystyle a}, его площадь поверхности и объём выражаются как
{\displaystyle S=\left(3+{\frac {13{\sqrt {3}}}{2}}\right)a^{2}\approx 14{,}2583303a^{2},}
{\displaystyle V={\frac {11{\sqrt {2}}}{4}}\;a^{3}\approx 3{,}8890873a^{3}.}